# Санні Мабрі
Санні Мабрі (англ. Sunny Mabrey, нар. 28 листопада 1975) — американська акторка і колишня модель. Почала кар'єру моделлю у 18 рокі і знялася в рекламних роликах і музичних кліпах, перш ніж дебютувати у фільмі «Крутий хлопець» (2002).

## Життєпис
Мабрі з'явилася в кількох десятках телевізійних шоу і фільмах в період своєї кар'єри, в основному, на другорядних ролях. Виконала головну роль у фільмі 2004 року «Особина 3», а потім лише невеликі ролі у фільмах «Три ікси 2: Новий рівень» (2005) і «Зміїний політ» (2006). З тих пір, Мабрі з'являлася на телебаченні, в епізодах серіалів «Доктор Хаус», «Без сліду», «Відчайдушні домогосподарки», «Божевільні» і «Шукач», а також мала другорядні ролі в «Мемфіс Біт» (TNT, 2010) та «Список клієнтів» (Lifetime, 2013). В 2014 році, Мабрі отримала роль Глінди, доброї відьми, в третьому сезоні серіалу ABC «Якось у казці». 
З 2005 по 2012 рік Мабрі була одружена з актором Ітаном Ембрі. У 2013 році вони відновили стосунки. 15 лютого 2015 року було оголошено про заручини пари.
У 2017 році знялася у фантастичному фільмі Ієна Трюйтнера «Телейос», де зіграла одну з головних ролей.

## Фільмографія

### Фільми
| Рік  |   | Українська назва         | Оригінальна назва        | Роль              |
| ---- | - | ------------------------ | ------------------------ | ----------------- |
| 2002 | ф | Крутий хлопець           | The New Guy              | Кортні            |
| 2002 | ф |                          | A Midsummer Night's Rave | Міа               |
| 2004 | ф | Особина 3                | Species III              | Сара              |
| 2005 | ф | Три ікси 2: Новий рівень | XXX: State of the Union  | Чарлі Мейвезер    |
| 2005 | ф | І останнє...             | One Last Thing...        | Ніккі Сінклер     |
| 2006 | ф | Зміїний політ            | Snakes on a Plane        | стюардесса Тіфані |
| 2008 | ф |                          | San Saba                 | Клер              |
| 2009 | ф |                          | Not Since You            | Вікторія Гері     |
| 2012 | ф |                          | The Child                | Каріна Фрейтаг    |
| 2014 | ф |                          | Teacher of the Year      | Кейт Картер       |
| 2017 | ф | Телейос                  | Teleios                  | Айріс Дункан      |
| 2020 | ф | Сільська елегія          | Hillbilly Elegy          | юна Бонні Венс    |